# ジョーダンの法則
ジョーダンの法則（ジョーダンのほうそく、英語: Jordan's rule）は様々な種の魚類における水温と対称特性の間の逆相関を説明する生態地理学の法則。最も一般的に観察される関係は鰭条、椎骨、鱗の数が温度の低下とともに増加することである。この名前はアメリカ魚類学の父デイビッド・スター・ジョーダン(1851–1931)にちなむ。